# Peloponeso
O Peloponeso (em grego: Πελοπόννησος; romaniz.: Pelopónissos) é uma extensa península montanhosa no sul da Grécia, com 21 439 quilômetros quadrados, unida ao continente pelo istmo de Corinto. Seu nome deriva de Pelopos Nisos (Ilha de Pélope, um herói lendário), mas na obra de Homero é chamada genericamente de Argos, uma cidade da região. A civilização micênica floresceu no II milênio a.C. nos centros de Micenas, Tirinto e Pilos. Mais adiante, a cidade-estado de Esparta foi durante muito tempo a principal rival de Atenas para o domínio político e econômico sobre a Grécia durante a Antiguidade Clássica, desde o século V a.C. até a conquista romana no século II.
Sob o Império Bizantino, o Peloponeso sofreu repetidas incursões de tribos guerreiras do norte. No século XIII, foi tomada pelos francos, que a mantiveram por dois séculos até que revertesse para os últimos imperadores bizantinos. Foi tomada pelos turcos em 1460. No século XIV, se chamava Moreia, termo primeiro aplicado à Élida, um distrito de cultivo de amoreira no noroeste, e era o local do déspota de Moreia. Patras, a maior cidade dos tempos modernos, localizada no norte do Peloponeso, continuou a ganhar importância comercial desde a Guerra da Independência Grega (1821–1829). Rodovias ligam todas as principais regiões do Peloponeso, e há uma rede ferroviária independente que serve todos os distritos, exceto a Lacônia.